# Giovanni Dotoli
Giovanni Dotoli (né le 24 juin 1942 à Volturino, dans la province de Foggia, dans la région des Pouilles, Italie) est un écrivain et universitaire italien, professeur de langue et littérature françaises à l'université de Bari, depuis 1980, auteur d'un grand nombre d'ouvrages sur la littérature, traducteur d'auteurs francophones en italien, et poète.

## Biographie
Giovanni Dotoli obtient une maîtrise en langues et littératures étrangères en 1966, avec un mémoire sur Léon Bloy critique.
Il est l'auteur d'une cinquantaine de volumes et de plus de deux cents articles et essais publiés en Italie et en France sur la littérature française du XVIe au XXe siècle, sur la littérature et la culture populaire, sur la littérature francophone méditerranéenne, sur la littérature québécoise et sur les rapports entre la France et l'Italie.
Il dirige un certain nombre de collections et de revues, notamment la « Biblioteca della Ricerca » (Fasano, Schena ; Paris, Didier Érudition), Studi di Letteratura Francese (Florence, Olschki) et Rivista di Studi canadesi (Fasano, Schena).
Il est, en 2008-2009, vice-président de l'Université de Bari et a obtenu le Grand Prix de l'Académie française pour le rayonnement de la langue et de la littérature françaises et officier de la Légion d'honneur.
Il dirige l'équipe du « NDGB » (Nouveau dictionnaire général bilingue) Français-italien / Italien-français.
En 2017, il est candidat malheureux au fauteuil 37 de l'Académie française, laissé vacant par la mort de René Girard,. Puis, en 2023, il se porte candidat au fauteuil 6, sans succès,.

## Œuvres
- Situation des études bloyennes, suivie d’une bibliographie de 1950 à 1969, Paris, Nizet, 1970
- La datazione del teatro di Jean Mairet, Paris, Nizet, 1973
- Bibliographie critique de Jean Mairet, Paris, Nizet, 1973
- Jean Mairet dalla finzione alla realtà, avec une édition critique de la correspondance diplomatique, Bari, Adriatica, 1974
- Matière et dramaturgie dans le théâtre de Jean Mairet, Paris, Nizet, 1976
- Il Cerchio aperto. La drammaturgia di Jean Mairet, préface de Jean Rousset, Bari, Adriatica, 1977
- Le langage dramatique de Jean Mairet. Structures stylistiques et idéologie baroque, Paris, Nizet, 1978
- Bibliografia critica di Ricciotto Canudo, préface de Michel Décaudin, Fasano, Schena, 1983
- Paris ville visage-du-monde chez Canudo et l’avant-garde italienne, Fasano, Schena, 1984
- Lo scrittore totale. Saggi su Ricciotto Canudo, Fasano, Schena, 1986
- Littérature et société en France au XVIIe siècle, Fasano-Paris, Schena-Nizet, 1987 (réédition en 1991)
- Letteratura per il popolo in Francia (1600-1750): proposte di lettura della « Bibliothèque bleue », préface de Marc Soriano, Fasano, Schena, 1991
- Perspectives de la recherche sur le XVIIe siècle français aujourd’hui, vol. I, Fasano-Paris, Schena-Nizet, 1994
- Nascita della modernità: Baudelaire, Apollinaire, Canudo, il viaggio dell’arte, Fasano, Schena, 1995
- Temps de préfaces. Le débat théâtral en France de Hardy à la Querelle du « Cid », Paris, Klincksieck, 1996
- Mediterraneo ieri, oggi, domani, préface de Predrag Matvejević, Bari, Cacucci, 1997 (Prix Bari-Costiera del Levante-Mediterraneo, 1998)
- Autobiographie de la douleur. Léon Bloy écrivain et critique, Paris, Klincksieck, 1998
- Adolfo Grosso. Colore e poesia, Fasano, Schena, 1998
- Salah Stétié. Le poète, la poésie, Paris, Klincksieck, 1999
- Ricciotto Canudo ou le cinéma comme art, préface de Jean-Louis Leutrat, Fasano-Paris, Schena-Didier Érudition, 1999
- Littérature et société en France au XVIIe siècle, vol. II, Fasano-Paris, Schena-Didier Érudition, 2000
- L’occhio del forestiero. Viaggiatori europei nelle contrade pugliesi, Fasano, Schena, 2000
- Littérature et société en France au XVIIe siècle, vol. III, préface de Jean Mesnard, Fasano-Paris, Schena-Presses de l’Université Paris-Sorbonne, 2001
- La Poésie française au début du troisième millénaire ou l’énigme fragile, Fasano - Paris, Schena - Presses de l’Université Paris–Sorbonne, 2002
- L’Œil méditerranéen de l'Europe, préface de Salah Stétié, coll. "Esquilles" dirigée par François Xavier (écrivain), Paris, iDLivre, 2002
- Culture et littérature canadiennes de langue française, Entretiens avec Antonine Maillet, Claude Beausoleil, Nicole Brossard, Hédi Bouraoui, André Carpentier, Esther Rochon, Naïm Kattan, Marie-Claire Blais, Fasano, Schena, 2003
- Baudelaire - Hugo. Rencontres, ruptures, fragments, abîmes, Fasano - Paris, Schena - Presses de l’Université Paris-Sorbonne, 2003
- Le jeu de Dom Juan, préface de Pierre Brunel, Fasano - Paris, Schena - Presses de l’Université Paris-Sorbonne, 2004
- Littérature et société en France au XVIIe siècle, vol. IV, Fasano – Paris, Schena – Presses de l’Université Paris–Sorbonne, 2004
- Plis & replis de mémoire poétique; Entretien avec Rome Deguergue, Fasano - Rochefort du Gard, Schena - Alain Lucien Benoit, 2004
- Rimbaud, L'Italie, les Italiens. Le géographe visionnaire, Fasano, Schena Editore, 2004
- Les sept portes, Fasano, Schena Editore, 2004.
- Yves Bonnefoy dans la fabrique de la traduction, Hermann, 2008
- Les défis de l'université européenne, Alain Baudry & Cie, 2008
- Le français, langue d'Orient ?, Hermann, 2010
- Traduire en Français du Moyen Âge au XXIe siècle, Hermann, 2010
- Anthologie de la poésie érotique française, du Moyen Âge à nos jours, Hermann, 2010
- La Nudité de l'Essence, Alain Baudry, coll. « Les voix du livre », 2011
- Montaigne : Le rythme de l'écriture, Fernand Lanore, coll. « Littératures », 2011
- La Beauté ou le salut du monde, Hermann, 2011
- La mise en ordre de la langue dans le dictionnaire, Hermann, coll. « Vertige de la langue », 2012
- Anthologie de la poésie érotique féminine française contemporaine, Hermann, 2012
- Le dictionnaire de la langue française : Théorie, pratique, utopie, Hermann, coll. « Vertige de la langue », 2012
- Les plus beaux vers de la poésie française, Alain Baudry & Cie, coll. « Les voix du livre », 2012
- Montaigne, philosophe méditerranéen, Hermann, coll. « Vertige de la langue », 2012
- Léon Bloy et l'argent: Christianisme, Marxisme, Socialisme, Anarchisme, L'Harmattan, 2022

### Poésie
- Cicatrices de poésies, Schena editore, 2005
- Espérance, Fernand Lanore, coll. « Alchimies poétiques », 2006
- Paris en quatrains, Fernand Lanore, 2006
- La Voix Lumière, Éditions Du Cygne, 2009
- Aiguilles d'Arabesque, Éditions Du Cygne, 2009
- Je la Vie : Œuvres Poétiques, Éditions Du Cygne, 2010
- Dictionnaire d'aphoripoesie, Éditions Du Cygne, 2010
- Le Sang du Sel, Du Cygne, 2010
- La Haut l'Amandier, Du Cygne, 2011
- Portes Bleues Voyage au Maroc, L'Harmattan, coll. « Accent tonique », 2012
- La Nuit le Passage, Éditions Du Cygne, 2012
- Géométrie d'enfance, Éditions Du Cygne, 2012
- Aube, L'Harmattan, coll. « Accent tonique », 2012
- Carrefours, L'Harmattan, coll. « Accent tonique », 2012
- Bonjour Poème !, L'Harmattan, 2013
- Passages, chansons de Paris, Éditions Tensing, 2014
- El refugio del pastor (L’abri du berger), Editorial Maolí, Jaén, 2017.

### Traductions
- Jean Rousset, L'île enchantée. Festa e teatro nel secolo XVII, trad. de G. Dotoli, Sigma, Turin, 1969
- Un racconto di Ricciotto Canudo: l’auto fantasma, notes et traduction de G. Dotoli, Controcronache, Fasano, 1977
- Nérée Beauchemin, La mer, dans Parole sull'acqua. Poesia dal Canada anglofono e francofono, publié sous la direction de Liana Nissim e Caterina Ricciardi, Rome, Empirìa, 1996
- Salah Stétié, Febbre e guarigione dell’icona, introduction et traduction de G. Dotoli, Florence, Editoriale Sette, 2002
- Michel Cosem, La fine dell’ora, traduit et publié sous la direction de G. Dotoli, Fasano, Schena, 2002, 80 p.
- Roland Ladrière, Amare l’oscuro. Aimer l’obscur, traduction de Nino Baldanza et G. Dotoli, illustrations de François-Xavier Fagniez, Fasano, Schena, 2003

### Actes de colloques
- Les Méditerranées du XVIIe siècle, actes du VIe colloque du Centre international de rencontres sur le XVIIe siècle, sous la direction de Giovanni Dotoli, Gunter Narr Verlag, Tübingen, 2002  (ISBN 3-8233-5549-X)
- Dir. avec Gabriel de Broglie, Hélène Carrère d'Encausse et Mario Selvaggio, Le Dictionnaire de l'Académie française : langue, littérature, société, Paris, Hermann, coll. « Vertige de la langue », 2017, 427 p. (ISBN 978-2-7056-9381-7)